# Городское поселение город Навашино
Городско́е поселе́ние город Навашино — муниципальное образование в Навашинском районе Нижегородской области Российской Федерации.
Административный центр — город Навашино.

## История
Статус и границы городского поселения установлены Законом Нижегородской области от 15 июня 2004 года № 60-З «О наделении муниципальных образований - городов, рабочих посёлков и сельсоветов Нижегородской области статусом городского, сельского поселения».
Упразднено Законом Нижегородской области от 8 мая 2015 года № 58-З «О преобразовании муниципальных образований Навашинского муниципального района Нижегородской области»

## Население
| 2002    | 2008    | 2009    | 2010    | 2011    | 2012    | 2013    |
| ------- | ------- | ------- | ------- | ------- | ------- | ------- |
| 17 810  | ↘16 776 | ↘16 617 | ↘16 416 | ↘16 339 | ↘16 022 | ↘15 688 |
| 2014    | 2015    |         |         |         |         |         |
| ↘15 521 | ↘15 406 |         |         |         |         |         |

## Состав городского поселения
| № | Населённый пункт | Тип населённого пункта        | Население |
| - | ---------------- | ----------------------------- | --------- |
| 1 | Навашино         | город, административный центр | ↗14 664   |